# Tôtyaku Hyôga
Tôtyaku Hyôga (japanisch 到着氷河 ‚Ankunft-Gletscher‘) ist ein kleiner Gletscher im ostantarktischen Königin-Maud-Land. Im Königin-Fabiola-Gebirge liegt er zwischen dem Mount Pierre und dem Mount Goossens.
Japanische Wissenschaftler trafen hier im November 1960 für Vermessungen ein. Dieses Ereignis führte 1979 zur Benennung des Gletschers.